# Операција Спајалица
Операција Спајалица (енгл. Operation Paperclip) је шифровано име за (тада тајну) операцију, изведену 1945. године, којом су САД регрутовале научнике из поражене нацистичке Немачке.
Најпознатији од научника који је на тај начин регрутован је Вернер фон Браун, који је водио амерички астронаутички програм.
Операција је спроведена по програму Канцеларије за стратешке услуге САД, од стране Обједињене обавештајне агенције (енгл. Joint Intelligence Objectives Agency, JIOA). Један од циљева операције био је спречавање преноса немачких научних знања и искуства Совјетском Савезу и Уједињеном Краљевству.
Иако је регрутовање немачких научника ЈИОА започела одмах након завршетка рата у Европи, председник САД Хари Труман је издао наређење за почетак формалних операција тек августа 1945.
Најпознатији немачки научници који су били део ове операције су:
- Ракетна техника: Руди Беихел, Магнус фон Браун, Вернер фон Браун, Валтер Дорнбергер, Вернер Дам, Конрад Даненберг, Курт Х. Дебус, Ернст Р. Г. Екарт, Крафт Арнолд Ерик, Ото Хиршлер, Герман Х. Курцвег, Фриц Малер, Герхард Реизиг, Георг Рикнеј, Артур Рудолф, Ернст Штулингер, Вернер Розински, Еберхард Рес, Лудвиг Рот, Бернхард Тесман
- Авио техника: Александер Мартин Липиш, Ханс фон Охајн, Ганс Мултхоп, Курт Танк
- Медицина: Валтер Шрајбер, Курт Бломе, Губертус Штругхолд, Ганс Антман
- Електроника: Ганс Циглер, Курт Леховец, Ганс Холман, Јоханес Пленд, Хајнц Шлике
- Истраживање: Рејнхард Гелен, Ото фон Болцвин